# Анген
Анге́н (фр. Enghien [ɑ̃ɡjɛ̃]; нидерл. Edingen — Э́динген) — коммуна в Валлонии, расположенная в провинции Эно, округ Суаньи. Принадлежит Французскому языковому сообществу Бельгии. На площади 40,59 км² проживают 11 980 человек (плотность населения — 295 чел./км²), из которых 48,64 % — мужчины и 51,36 % — женщины. Средний годовой доход на душу населения в 2003 году составлял 13 970 евро.
Возник вокруг замка баронов Анген (Энгиен), которые присягали в верности попеременно графам Геннегау и герцогам Брабанта. В XVI веке унаследован первым принцем Конде, который объявил себя герцогом Энгиенским. После того, как Генрих IV продал Анген герцогам Аренбергам (которые и отстроили ныне существующий замок), принцы Конде продолжали именоваться герцогами Энгиенскими и даже дали это название своему родовому владению под Парижем. Отсюда происходит название расположенного там же курорта Анген-ле-Бен.
Усадьба Аренбергов известна в первую очередь обширным парком, который был распланирован в середине XVII века. Современный Анген разделяет принципы движения «Медленный город». Вблизи города расположен один из валлонских бизнес-инкубаторов (научный парк Qualitis).